# Volci

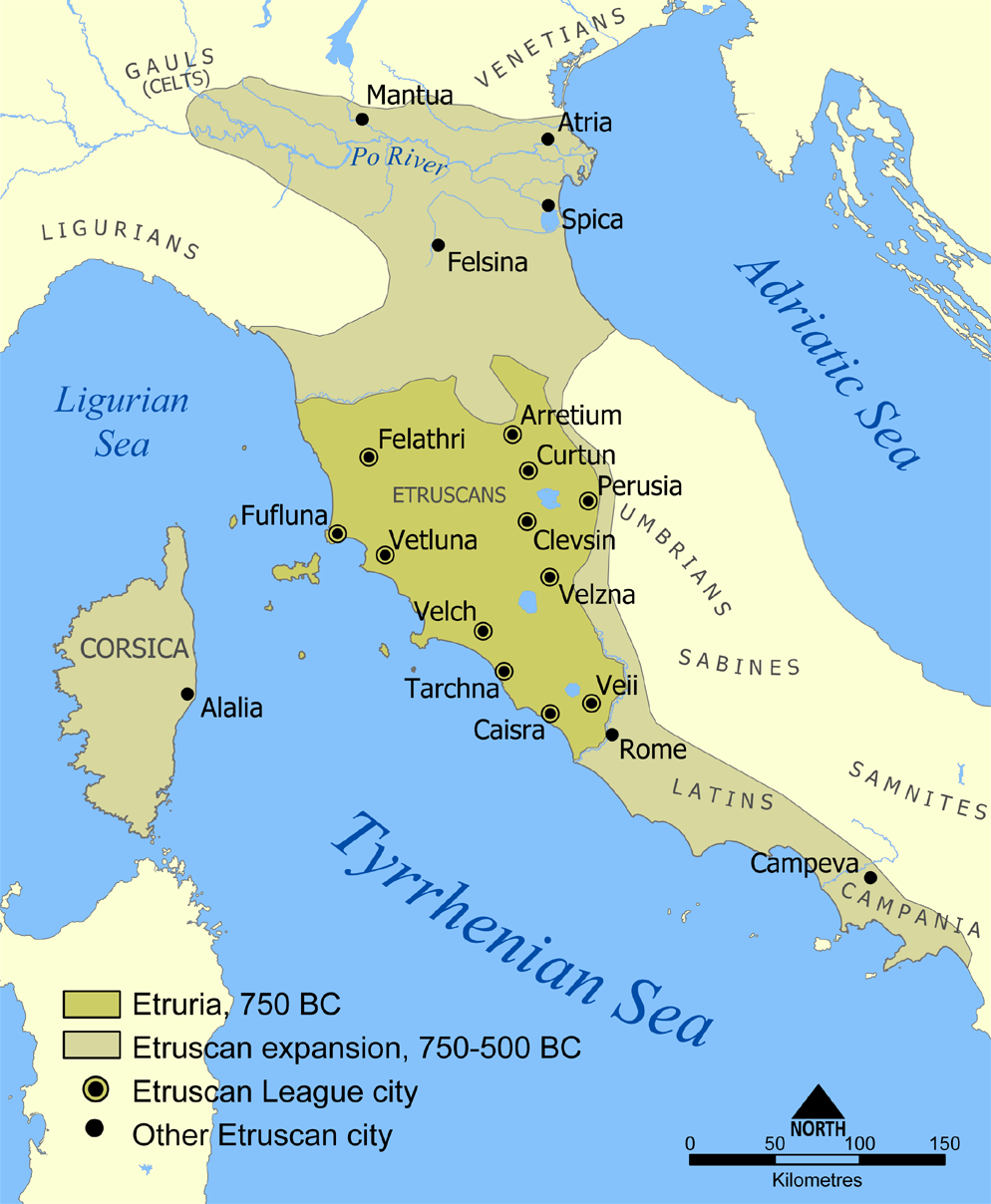
Några viktiga etruskiska städer, inklusive Velch, det vill säga Volci.

Volci (ibland även Vulci) är en etruskisk stad som på etruskiska heter Velch. Ruinerna efter staden ligger 80 kilometer nordväst om Rom i provinsen Viterbo, i regionen Lazio i Italien. Volci låg vid floden Fiora nära kusten. 
Volci var en av de etruskiska tolv städerna som bildade ett förbund. Den var omgärdad av en ringmur som mätte ungefär 6,5 kilometer. Några få spår av muren och byggnader återstår. Volci var en rik stad, att döma av de lämningar som återstår under jord, framförallt i den stora nekropolen.
Volcis blomstringstid inträffade under sexhundratalet f.Kr. då den även kontrollerade städerna Orbetello, Saturina, Pescia, Sovana, Castro, Pitigliano och Marsiliana. Volcis makt grundades på dess tillgång till vattenvägar.
Etruskerna var ett av de folk som grundade Rom och en tid hade Volci betydande makt i Rom, vilket märks på att såväl Servius Tullius som Caile Vipinas och Avle Vipinas var från Volci. När befolkningen i Rom till största delen kom att bestå av italiker störtades de etruskiska kungarna och krig utbröt mellan Rom och Etrurien. År 280 f.Kr. besegrade Tiberius Coruncanius städerna Vulsinii och Volci samt kolonin Cosa. Med detta avskar romarna också Volcis tidigare tillgång till vattenvägarna vilket ledde till stadens nedgång och fall. Volci tycks då ha förlorat i betydelse, trots att vägen via Aurelia drogs genom staden.